# Zuschlagstoff
 Zuschlagstoffe sind die Bestandteile eines als Werkstoff verwendeten Gemenges, die keine primären Funktionsträger sind. Die Zuschlagstoffe gehören damit zu den Hilfsstoffen (Additiven).
Wichtige Funktionen der Zuschlagstoffe sind:
- als Füllstoff (Körper): Sie geben dem Bindekörper aus dem Bindemittel Halt zur Vermeidung von Sedimentation und verleihen dem Werkstoff Volumen und Stabilität (Matrix des Werkstoffs).
- als Magerungsmittel: Sie dienen zunächst dazu, den erforderlichen Anteil teurerer Bindemittel zu reduzieren. Weiter trägt die Magerung bei schwindenden Bindemittelsystemen dazu bei, den Schwund zu verringern.
- Verbundstoffe, die dem Baustoff Eigenschaften eines Verbundwerkstoffs verleihen.
- Härter, die dem Werkstoff höhere mechanische Festigkeit verleihen.

Beispiele:
- die Gesteinskörnung in der Bautechnik: Mineralische Füllstoffe natürlicher oder künstlicher Herkunft, die bei der Herstellung von Asphalt, Beton, Mörtel oder Putz beigegeben werden und den Baustoffcharakter bestimmen; die Körnungen dienen auch als Magerungsmittel – insbesondere im Straßenbau sollte nach Norm die Gesteinskörnung so, und nicht als Zuschlag bezeichnet werden;
- die Magerung der Keramik und des Hafnerwesens: Hochhitzefeste Stoffe, die den enormen Schwund des Lehms beim Brennen abfangen. Wichtigster moderner Stoff ist die Schamotte
- Feinanteile, wie Feinstsände, Talkum, Marmormehl und andere Gesteinsmehle, Kreide, Titandioxid in Putzen, Spachtelmassen, Stuck, Beschichtungswerkstoffen
- Faserstoffe (für Faserverbundwerkstoffe) wie Mineralwolle, Glasfasern, Kohlenstofffasern, ehemals auch Asbest, Holzwolle, Pflanzenfasern, auch Stroh und Tierhaar in historischen Baustoffen
- Füllstoffe für Leichtmaterialien, die aus statischen Gründen und für Dämmstoffe in der Wärme- und Schalldämmung verwendet werden: Schaumstoff, Blähton, Blähglas, Blähschiefer, Schaumglas, Perlite, Vermiculite, Zellulosefasern bzw. -flocken etc.,
- Optische Funktionselemente, wie Glaskugeln als Reflektoren
- Hartstoffe im eigentlichen Sinne, oder Quarze und andere ausgesucht harte Gesteine
- Füllstoffe für Farbmittel, die ihm Körper verleihen, etwa Kreide oder Talkum